# 허브스트 극장
허브스트 극장(The Herbst Theatre)은 미국 샌프란시스코 시빅센터에 위치한 샌프란시스코 전쟁기념 공연예술 센터의 오디토리움이다. 1945년 6월 26일 국제 연합 헌장이 체결된 곳이기도 한 928석의 허브스트 극장은 비영리 공공라디오 방송의 City Arts & Lectures, SF Jazz 등 다양한 음악 공연이 상연되고 있다.
원래는 참전자 오디토리움으로 디자인되었으나, 1977년 새롭게 단장되면서 이를 후원한 형제의 성을 따라 허브스트 극장으로 이름이 바뀌었다. 웅장한 로비에 들어서면 아름다운 천장에 장식된 5개의 호화로운 샹들리에와 프랭크 브랭귄이 파나마 퍼시픽 국제 엑스포를 위해 제작한 아름다운 벽화 8점을 볼 수 있다.